# エポワス
エポワス（Époisses de Bourgogne）とはウォッシュチーズの代表格である。熟成中は丹念に塩水とマール（ブドウの搾りかすから蒸留したブルゴーニュ地方の地酒）で洗うことで独特の香りと旨みを凝縮させる。フランスのブルゴーニュ地方の同名の村産。エポワスの中身は穏やかな風味であるが、表皮は個性的で強い芳香を持つ。
円形の木箱に封入される形で流通・販売されており、非常に柔らかい性質と食感のため、取り扱うレストランによってはスプーンを付けた状態で提供されることもある。
シトー会に所属するエポワス村 (Époisses) の近くにあった修道院の修道士が16世紀初頭にこのチーズを開発したという伝説がある。ジャン・アンテルム・ブリア＝サヴァランはこのチーズを指して「チーズの王」と評した。パリにも出荷されるほどの人気を得て、1900年には300をこえる生産者が存在したが第一次世界大戦ごろより勢いは衰え、1954 - 1956年にかけては完全に出荷がストップしていた。生産を再開したのはロベール・ベルトーという農夫であった。ただし出荷が止まったとしても、このチーズはこの地域の母から娘へと受け継がれる家庭の味的存在であった。1991年にはAOCの認定を受けた。原産地呼称委員会が把握している出荷量は、2005年は935トン、2015年は1,359トンであった。